# Историческая Соборная мечеть г. Елабуги
Историческая Соборная мечеть г. Елабуги (Елабужская Соборная мечеть, тат.  Алабуганың тарихи җәмигъ мәчете) — мечеть в Татарской слободе города Елабуги. Располагалась на пересечении улиц Московская и Татарская (ныне ул. Габдуллы Тукая). Называлась Соборной мечтью, но после начала функционирования в Елабуге в 1994 году новой, тогда еще строящейся мечети, с тем же названием — эту разрушенную советской властью мечеть правильно именовать Исторической Соборной мечетью г. Елабуги.

## История
В 1794 г. служилые татары д. Старый Юраш — братья Балта, Амин, Амир, Назыр и Башир Альметьевы записались в елабужские купцы. Этот год считается годом зарождения современной Татарской махалли и годом возрождения ислама в г. Елабуге.
Мечеть построена в 1869 году на месте определенном для этого генеральным планом Елабуги 1846 года, который был утвержден лично императором Николаем I.
В 1913 году Вятским губернским правлением был утвержден проект на расширение мечети, в 1914 году в него были внесены изменения. Реализации этого проекта помешала начавшаяся Первая мировая война. В 1930 году мечеть была закрыта, а в 1974 году разрушена.
В 1996 году рядом с тем местом где стояла Историческая Соборная мечеть была построена мечеть "Аль-Кадир".

## Имамы
Имена первый имамов елабужской махалли не известны, они были задолго до появления в Елабуге мечети. Достоверная информация начинается с момента, когда в 1839 году купеческо-мещанское сообщество г. Елабуги на должность имама избрало Ахметситдика Фатхуллина (Ахметситдик Фатхуллович Масагутов). В 1845 году Вятским губернским правлением он был утвержден в качестве указного муллы.
- 1839-1892 — Ахметситдик Фатхуллович Масагутов (1815, Кудашево, Елабужский уезд — 1892, Елабуга)
- 1894-~1918 — Ахметзаки Хузяханов (1866, Степная Шентала, Чистопольский уезд — ~1921)
- ~1921-1930 — Мухамметназип Зиятдинов (1882, Нуркеево, Мензелинский уезд — 1930, Елабуга)

Сын Ахметситдика Фатхулловича Масагутова - Хабибрахман являлся имамом 1-й Соборной мечети села Морты и видным общественным и религиозным деятелем.